# Helichrysum pilosellum
Helichrysum pilosellum là một loài thực vật có hoa trong họ Cúc. Loài này được (L.f.) Less. mô tả khoa học đầu tiên năm 1832.